# Isla Incir
Isla Incir (en turco: İncir Adasi; literalmente, "la isla figura") es una isla turca y una parte del grupo de las islas Foça. Es un destino popular para la recreación por parte de los lugareños y de turistas.
Las islas y las bahías de los alrededores gozan de la presencia de las únicas colonias de focas existentes en Turquía.